# El Fresno, Valle de Bravo
El Fresno är en ort i Mexiko.   Den ligger i kommunen Valle de Bravo och delstaten Mexiko, i den södra delen av landet, 100 km väster om huvudstaden Mexico City. El Fresno ligger 2 188 meter över havet och antalet invånare är 499.
Terrängen runt El Fresno är kuperad, och sluttar västerut. Runt El Fresno är det ganska tätbefolkat, med 116 invånare per kvadratkilometer. Närmaste större samhälle är Valle de Bravo, 7,8 km nordväst om El Fresno. I omgivningarna runt El Fresno växer huvudsakligen savannskog.